# Staurastrum subcruciatum
Staurastrum subcruciatum là một loài Song tinh tảo trong họ Desmidiaceae, thuộc chi Staurastrum.